# Uirō
Uirō (tiếng Nhật: 外郎, 外良, ういろう), hay còn được gọi là uirō-mochi (外郎餠), là một loại bánh hấp truyền thống của Nhật Bản, được làm từ bột gạo nếp và đường. Nó dai, tương tự như bánh mochi và có vị ngọt dịu. Hương vị bao gồm đậu đỏ, trà xanh (matcha), cam yuzu, dâu tây và hạt dẻ. Tại Nagoya đặc biệt nổi tiếng với loại uirō của nó, và có những phiên bản ở các khu vực khác, đáng chú ý là ở Yamaguchi và Odawara, mặc dù uirō của Odawara được biết đến nhiều hơn như một loại thuốc. Nó có thể được mua tại các cửa hàng bánh kẹo truyền thống của Nhật Bản trên khắp Nhật Bản.
Uirō vốn là tên một loại thuốc thời kỳ Muromachi (1336–1573). Các tài liệu tham khảo nói về uirō như một loại bánh kẹo lần đầu xuất hiện trong Wa-Kan Sansai Zue, một quyển từ điển đồ sộ thời kỳ Edo của Ryōan Terajima, được xuất bản vào năm 1712.